# Винус (Тексас)
Винус (енгл. Venus) град је у америчкој савезној држави Тексас. По попису становништва из 2010. у њему је живело 2.960 становника.

## Демографија
Према попису становништва из 2010. у граду је живело 2.960 становника, што је 2.050 (225,3%) становника више него 2000. године.
| Група             | 2000.       | 2010.         |
| Белци             | 700 (76,9%) | 1.731 (58,5%) |
| Афроамериканци    | 14 (1,5%)   | 391 (13,2%)   |
| Азијати           | 53 (5,8%)   | 50 (1,7%)     |
| Хиспаноамериканци | 120 (13,2%) | 734 (24,8%)   |
| Укупно            | 910         | 2.960         |